# Luis Robles (meksykański piłkarz)
Luis Enrique "Macue" Robles Ramírez (ur. 22 września 1986 w Ciudad Guzmán) – meksykański piłkarz występujący na pozycji środkowego pomocnika lub obrońcy, obecnie zawodnik Atlasu.

## Kariera klubowa
Robles pochodzi z miasta Ciudad Guzmán w stanie Jalisco, jednak wychowywał się w pobliskiej miejscowości Amacueca (stąd przydomek piłkarza – "Macue"). Jest wychowankiem akademii juniorskiej zespołu Club Atlas z siedzibą w Guadalajarze, do którego pierwszej drużyny został włączony jako siedemnastolatek przez szkoleniowca Sergio Bueno. W meksykańskiej Primera División zadebiutował 25 stycznia 2004 w przegranym 0:3 spotkaniu z Pumas UNAM, natomiast premierowego gola w najwyższej klasie rozgrywkowej strzelił 18 marca 2006 w wygranej 1:0 konfrontacji z Atlante bezpośrednio z rzutu wolnego. Przez pierwsze dwa i pół roku pełnił jednak rolę rezerwowego, podstawowym stoperem Atlasu zostając dopiero w sierpniu 2006 po przyjściu do zespołu trenera Rubéna Omara Romano. W 2008 roku zajął ze swoją ekipą drugie miejsce w rozgrywkach kwalifikacyjnych do Copa Libertadores – InterLidze. Ogółem barwy Atlasu reprezentował przez dziewięć lat, przeważnie w roli podstawowego zawodnika formacji defensywnej.
Wiosną 2012 Robles został wypożyczony do drugoligowego klubu Tiburones Rojos de Veracruz, gdzie bez większych sukcesów spędził sześć miesięcy, mając pewne miejsce w składzie. Po powrocie do Atlasu spędził w nim jeszcze rok, po czym udał się na wypożyczenie do prowadzonego przez Sergio Bueno – swojego byłego szkoleniowca z Atlasu – zespołu Chiapas FC z miasta Tuxtla Gutiérrez. Tam występował bez poważniejszych osiągnięć przez rok jako podstawowy piłkarz drużyny, po czym wygasł jego kontrakt z Atlasem, wskutek czego on sam został wolnym zawodnikiem. W lipcu 2014 podpisał kontrakt z hiszpańskim drugoligowcem UD Las Palmas, jednak miesiąc później ogłoszono, że z przyczyn proceduralnych piłkarz nie może dołączyć do tego klubu (w międzyczasie okazało się, iż jego umowa z dotychczasowym pracodawcą wciąż obowiązuje).
W styczniu 2015 Robles, po pół roku bezrobocia, został wypożyczony do ekipy Puebla FC, z którą już w pierwszym, wiosennym sezonie Clausura 2015 zdobył puchar Meksyku – Copa MX. Jego bramka strzelona w maju 2015, w ostatniej kolejce sezonu z Santosem Laguna (2:2) zapobiegła spadkowi Puebli do drugiej ligi. W tym samym roku triumfował także w krajowym superpucharze – Supercopa MX, a za sprawą świetnych występów jego wypożyczenie zostało przedłużone o kolejne dwanaście miesięcy. Ogółem w barwach Puebli grał przez półtora roku jako kluczowy zawodnik formacji defensywnej.
| Sezon     | Klub                        | Kraj   | Rozgrywki  | Mecze | Bramki |
| --------- | --------------------------- | ------ | ---------- | ----- | ------ |
| 2003/2004 | Club Atlas                  | Meksyk | Liga MX    | 1     | 0      |
| 2004/2005 | Club Atlas                  | Meksyk | Liga MX    | 9     | 0      |
| 2005/2006 | Club Atlas                  | Meksyk | Liga MX    | 11    | 1      |
| 2006/2007 | Club Atlas                  | Meksyk | Liga MX    | 34    | 1      |
| 2007/2008 | Club Atlas                  | Meksyk | Liga MX    | 27    | 1      |
| 2008/2009 | Club Atlas                  | Meksyk | Liga MX    | 32    | 0      |
| 2009/2010 | Club Atlas                  | Meksyk | Liga MX    | 29    | 0      |
| 2010/2011 | Club Atlas                  | Meksyk | Liga MX    | 17    | 0      |
| 2011/2012 | Club Atlas                  | Meksyk | Liga MX    | 10    | 0      |
| 2011/2012 | Tiburones Rojos de Veracruz | Meksyk | Ascenso MX | 11    | 0      |
| 2012/2013 | Club Atlas                  | Meksyk | Liga MX    | 26    | 0      |
| 2013/2014 | Chiapas FC                  | Meksyk | Liga MX    | 31    | 1      |
| 2014/2015 | Puebla FC                   | Meksyk | Liga MX    | 10    | 1      |
| 2015/2016 | Puebla FC                   | Meksyk | Liga MX    | 34    | 1      |
| 2016/2017 | Club Atlas                  | Meksyk | Liga MX    |       |        |

## Kariera reprezentacyjna
W 2003 roku Robles został powołany przez argentyńskiego szkoleniowca Humberto Grondonę do reprezentacji Meksyku U-17 na Mistrzostwa Ameryki Północnej U-17. Na kanadyjskich boiskach pełnił rolę podstawowego zawodnika swojej drużyny, występując w większości spotkań w pełnym wymiarze czasowym i zdobył gola w rewanżu dwumeczu barażowego z Jamajką (5:0), zaś jego kadra z bilansem dwóch zwycięstw i porażki zajęła wówczas drugie miejsce w swojej grupie. Kilka miesięcy później znalazł się w składzie na Mistrzostwa Świata U-17 w Finlandii, gdzie również miał niepodważalne miejsce w linii obrony i rozegrał wszystkie cztery możliwe mecze od pierwszej do ostatniej minuty, tworząc podstawowy duet stoperów z Alberto Ramírezem. Meksykanie odpadli natomiast z młodzieżowego mundialu w ćwierćfinale, przegrywając w nim z Argentyną (0:2).
W styczniu 2005 Robles znalazł się w powołanym przez Grondonę składzie reprezentacji Meksyku U-20 na Mistrzostwa Ameryki Północnej U-20. Tam ponownie pełnił rolę podstawowego stopera zespołu narodowego i w pełnym wymiarze czasowym rozegrał wszystkie trzy spotkania. Jego kadra zanotowała natomiast podczas rozgrywanego w Hondurasie turnieju bilans zwycięstwa i dwóch porażek, wskutek czego zajęła trzecie miejsce w liczącej cztery zespoły grupie i nie zdołała zakwalifikować się na Mistrzostwa Świata U-20 w Holandii.
Pięć miesięcy później Robles w barwach olimpijskiej reprezentacji Meksyku U-23 prowadzonej przez René Isidoro Garcíę wziął udział w prestiżowym towarzyskim Turnieju w Tulonie, gdzie jego drużyna po porażce w półfinale z Portugalią (0:1) uplasowała się na czwartej lokacie. W maju 2006 ponownie wystąpił na Turnieju w Tulonie, na którym tym razem rozegrał wszystkie trzy spotkania od pierwszej do ostatniej minuty, zaś jego kadra, prowadzona tym razem przez Pablo Lunę, spisała się słabiej niż poprzednio – zajęła trzecie miejsce w grupie, nie kwalifikując się do fazy pucharowej. Miesiąc później został powołany przez trenera Jesúsa Ramíreza na Igrzyska Ameryki Środkowej i Karaibów w Cartagenie. Tam pełnił rolę jednego z ważniejszych graczy swojej drużyny, występując w dwóch z trzech możliwych spotkań (w obydwóch w wyjściowym składzie), natomiast Meksykanie wyszli wówczas z grupy, notując w niej zwycięstwo i porażkę, lecz odpadli z męskiego turnieju piłkarskiego zaraz potem, w ćwierćfinale, ulegając Hondurasowi (1:3).